# أحمد آل طوق
أحمد بن صالح بن سالم آل طوق القطيفي رجل دين وفقيه شيعي قطيفي، ومن أساتذته: والده صالح آل طوق، وأحمد بن زين الدين الأحسائي، ومحمد بن علي آل عبد الجبار، وحسين العصفور. ومن تلامذته: ابنه ضيف الله آل طوق، وعلي بن مبارك آل حميدان. وآل طوق مؤلّف لعدد كبير من الكتب التي يصل عددها إلى أربعين كتاباً أو أكثر، وأكثرها رسائل صغيرة جُمعت كلها في مجلد واحد تحت عنوان رسائل آل طوق وطُبعت في قم سنة 1422 هـ من دار المصطفى لإحياء التراث.
نقل محمد علي التاجر في المنتظم عن كتاب الذخائر في جغرافيا الجزائر والبنادر لمحمد علي العصفور المعروف باسم تاريخ البحرين؛ نقل التنصيص على أن وفاة آل طوق كانت سنة 1239 هـ، ولكن الزاكي في كتابه تلامذة العلّامة الشيخ حسين آل عصفور نفى هذه المعلومة ويقول أن أصل الترجمة غير موجودة في النسخ الخطية والمطبوعة من كتاب الذخائر في جغرافيا الجزائر والبنادر، واحتمل عدم صحة هذا التاريخ، لأن آل طوق كان حياً سنة 1245 هـ حيث فرغ من تأليف كتابه رسالة في الأصول الخمسة في السابع والعشرين من ربيع الثاني 1245 هـ، فتكون وفاته بعد ذلك.

### الكتب
- أنوار البدرين ومطلّع النيرين في تراجم علماء القطيف والأحساء والبحرين. علي البلادي، طبع النجف - العراق، عام 1377 هـ، منشورات مطبعة النعمان.
- تلامذة العلامة الشيخ حسين آل عصفور. فاضل الزاكي، طبع البحرين، 1433 هـ - 2012 م، منشورات حوزة المصطفى للدراسات الإسلامية التخصصية.
- منتظم الدُرّين في أعيان الأحساء والقطيف والبحرين. محمد علي التاجر، طبع بيروت - لبنان، 1430 هـ، منشورات مؤسسة طيبة لإحياء التراث.

### إشارات مرجعية
1. ↑  
الزاكي، فاضل. تلامذة العلّامة الشيخ حسين آل عصفور. ص. 22.
2. 1 2  التاجر، محمد علي. منتظم الدُرّين في أعيان الأحساء والقطيف والبحرين - ج1. ص. 116.
3. 1 2 3  
الزاكي، فاضل. تلامذة العلّامة الشيخ حسين آل عصفور. ص. 23.
4. ↑  
البلادي، علي. أنوار البدرين ومطلع النيّرين في تراجم علماء القطيف والأحساء والبحرين. ص. 326. مؤرشف من الأصل في 2019-01-16.